# 榎本ハイツ
榎本 ハイツ（えのもと ハイツ、Enomoto Heights）は、日本の漫画家。
榎本ハイツ名義では主に成年誌で活動しており、一般誌では酉川 宇宙（とりかわ そら）名義で活動している。

## 作品リスト

### 榎本ハイツ名義
- 『柳田君と水野さん』 （コアマガジン『漫画ばんがいち』、全2巻） 
  1. 2007年11月10日発売[2]、〈ホットミルクコミックス251〉、ISBN 978-4-86252-278-8
  2. 2008年9月10日発売[2]、〈ホットミルクコミックス274〉、ISBN 978-4-86252-468-3
- 『もうマンゾクでしょ!?』 2011年7月8日発売[2]、コアマガジン〈ホットミルクコミックス350〉、ISBN 978-4-86436-107-1
- 『7×1（ナナにかけるイチ）』 2014年9月10日発売[2]、コアマガジン〈ホットミルクコミックス406〉、ISBN 978-4-86436-679-3
- 『あいとかえっちとかね』 2018年1月10日発売[2]、コアマガジン〈ホットミルクコミックス444〉、ISBN 978-4-86653-123-6

### 酉川宇宙名義

#### 連載
- 『暴想処女』 （講談社『別冊ヤングマガジン』2007年20号 - 2008年30号→『週刊ヤングマガジン』2008年27号 - 2011年17号、全10巻）
- 『EGメーカー』 （白泉社『ヤングアニマル』2014年6号 - 2015年16号、全4巻）
- 『G女子!』 （ノース・スターズ・ピクチャーズ『WEBコミックぜにょん』2014年6月 - 2016年5月、〈ゼノンコミックス〉、全3巻）
  1. 2015年3月20日発売[3]、ISBN 978-4-19980-262-1
  2. 2015年12月19日発売[4]、ISBN 978-4-19980-321-5
  3. 2016年7月20日発売[5]、ISBN 978-4-19980-355-0
- 『ねるじょし』 （芳文社『週刊漫画TIMES』2016年12月2日号 - 2018年2月23日号、〈芳文社コミックス〉、全3巻）
  1. 2017年8月16日発売[6]、ISBN 978-4-83223-563-2
  2. 2017年11月16日発売[6]、ISBN 978-4-83223-580-9
  3. 2018年4月16日発売[6]、ISBN 978-4-83223-607-3
- 『まりこさんの恍惚ごはん』 （白泉社『ヤングアニマル嵐』2017年6号 - 2018年7号→『ヤングアニマル』2018年14号 - 2018年20号、全2巻）
  1. 2018年4月27日発売[7]、ISBN 978-4-59216-191-2
  2. 2018年11月29日発売[8]、ISBN 978-4-59216-192-9

#### 読み切り
- 「ラブセラピスト 堀口瑠美」 （スクウェア・エニックス『ヤングガンガン』2007年3号・10号・12号・14号・21号掲載）
- 「安曇野かよ」 （講談社『週刊ヤングマガジン』2011年49号・2012年2・3合併号掲載）
- 「発見!!愛子のショップ☆」 （白泉社『ヤングアニマル嵐』2013年5号掲載）
- 「EGメーカー」 （白泉社『ヤングアニマル』2013年11号掲載）

## その他
- 『暴想処女』に登場する、鈴木勇太の住むアパートの名称が榎本ハイツである。